# Paterius van Brescia

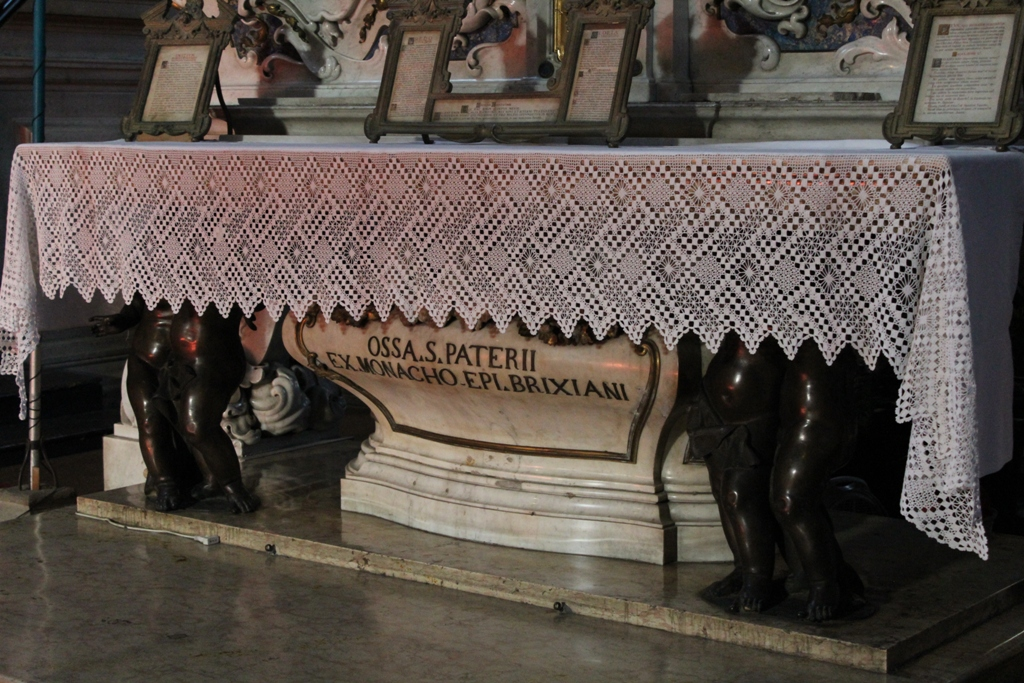
Relikwie van Paterius in de Sant'Afra kerk in Brescia

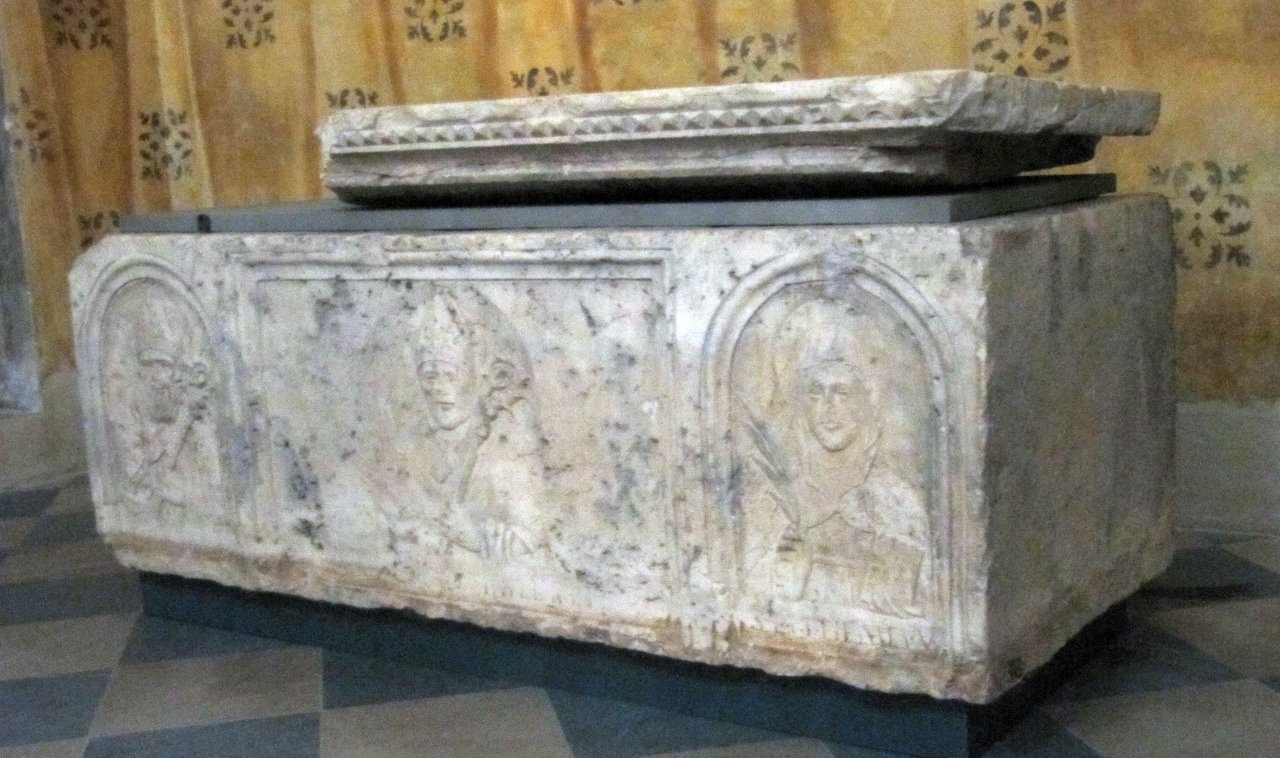
Graftome van Paterius, bewaard in het Museum van Santa Giulia in Brescia

Paterius van Brescia (Brescia, 7e eeuw) was bisschop van Brescia in de eerste helft van de 7e eeuw, in het Longobardische Rijk.
Naargelang de bron was hij bisschop van 604 tot 606 ofwel tussen 630 en 642. In het eerste geval was hij een tijdgenoot en medewerker van paus Gregorius de Grote; in het tweede geval was hij een postume bewonderaar van Gregorius.
Monniken in de late Middeleeuwen kenden Paterius het auteurschap toe van het werk Liber de Expositione Veteris ac Novi Testamenti de diversis libris Sancti Gregorii Magni Concinnatus. Hier citeerde hij paus Gregorius de Grote in zijn commentaren op Bijbelteksten. Het werk van Paterius verscheen ook als citaten bij middeleeuwse auteurs.
Hij werd heilig verklaard en zijn graf bevond zich aanvankelijk (tot de 15e eeuw) in het benedictijnenklooster van Sant'Eufemia della Fonte, in de wijk van Brescia met dezelfde naam, Sant'Eufemia. In de 15e eeuw werd het graf van Paterius overgebracht naar de crypte van de kerk van Sant’Afra in Sant’Eufemia, een kerk die enkele keren herbouwd werd sinds de 15e eeuw. 
Thans bevindt de graftombe van Paterius van Brescia zich in het Museum van Santa Giulia, dat het stedelijk museum van Brescia is en het voormalig klooster van Santa Giulia. Een relikwie is achtergebleven in de Sant’Afra kerk.
- Gemeinsame Normdatei: 102518890
- International Standard Name Identifier: 0000 0003 7611 4971
- Library of Congress Control Number: no2015138081
- Virtual International Authority File: 252292147
- WorldCat: E39PBJvxtGbVxvkTfDwmKPyfMP